# María Simón

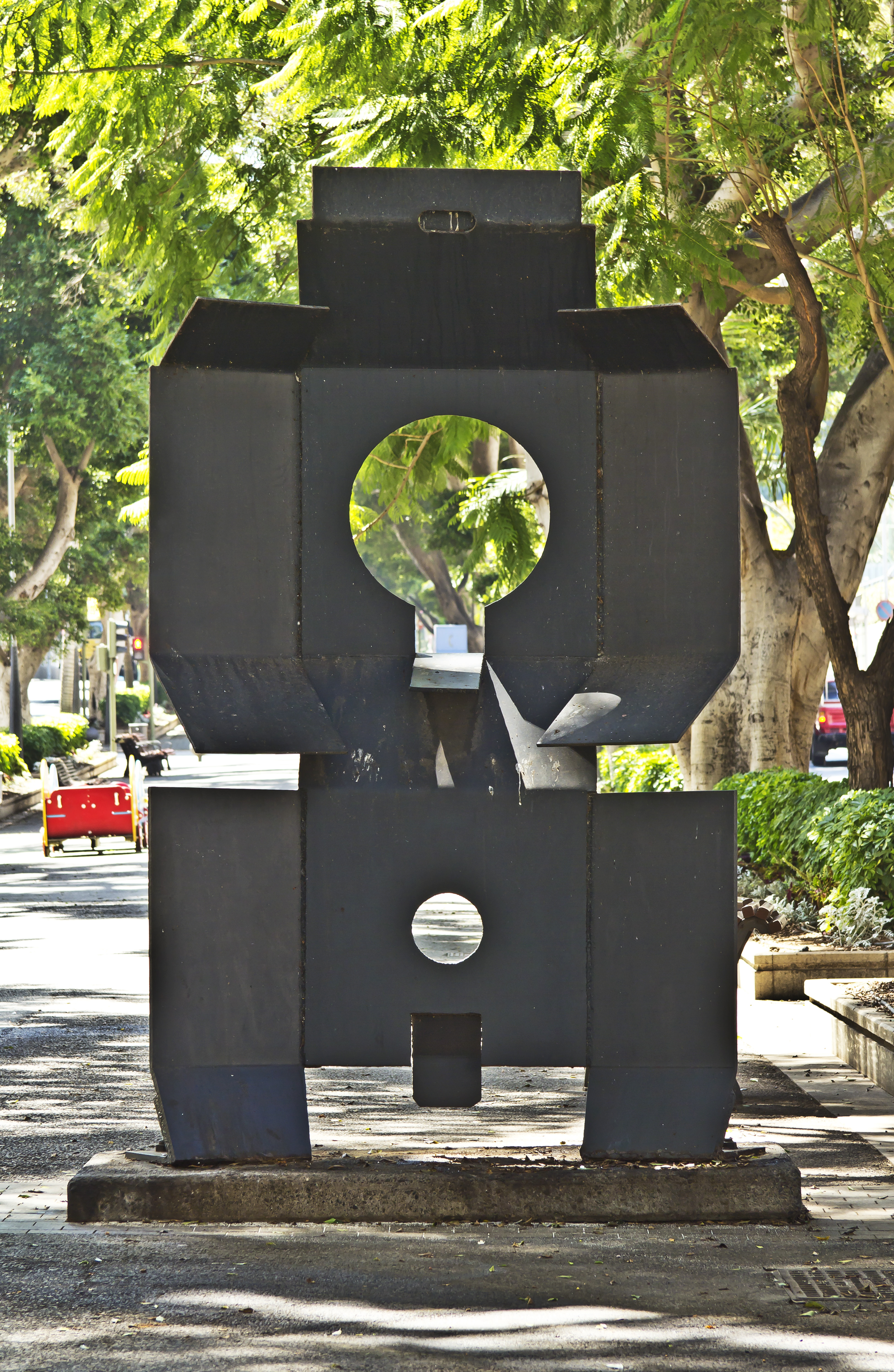
Tác phẩm của María Simón Hombre được trưng bày tại I Exposición Internacional de Escultura en la Calle ở Santa Cruz de Tenerife.

María Simón Padrós (1922 – 5 tháng 7 năm 2009) là một nhà điêu khắc người Argentina.

## Tiểu sử
Bà sinh ra ở Aguilares, Tucumán năm 1922. Cha bà, John Simon Padrós, là một kỹ sư, một chính trị gia và nhà công nghiệp nổi tiếng; mẹ bà là Emilia Dublé.
Ở tuổi 20, bà học điêu khắc với Jean Labourdette và năm năm sau, với Libero Bardi. Năm 1964, bà nhận được một khoản trợ cấp do Hội đồng Anh trao tặng và chuyển đến London, nơi bà trưng bày tại Viện Nghệ thuật Đương đại (ICA). Hai năm sau, bà nhận được giải thưởng Georges Braque, và quyết định chuyển đến Paris, nơi bà ở lại ba mươi lăm năm. Tại đây, bà tham gia nhiều triển lãm khác nhau tại Galería Rioboo, Salones de Mayo, Réalités Nouvelles và Museo de Bellas Artes. Bà cũng tham gia Venice Biennale (1972), Biennale of Tapestry ở Lausanne, Biennials of Engraving tại Ljubljana và Puerto Rico, Triển lãm đường phố điêu khắc quốc tế đầu tiên ở Santa Cruz de Tenerife và Basel Fail. Năm 1975, bà đoạt Giải Nhì về Điêu khắc tại Biennial of São Paulo, và Giải Nhất tại Biennale Gravure Gibet ở Pháp. Năm 1981, bà được trao tặng Huy chương Đồng của Học viện Mỹ thuật Châu Âu.
Simón làm việc chủ yếu bằng đồng, tiếp theo là sắt và nhôm. Bà sử dụng chì, nhựa, acrylic, hàng dệt, bìa cứng hoặc gỗ trong các tác phẩm của mình. Tại Paris, bà đã thử nghiệm với các hộp các tông được thu thập từ đường phố. Hộp trở thành biểu tượng của con người bị loại bỏ sau khi sử dụng. Simón chuyển đến Buenos Aires năm 2001, nơi bà sống và làm việc cho đến khi qua đời vào năm 2009.